# Cyanopterus melanocephalus
Cyanopterus melanocephalus är en stekelart som först beskrevs av Holmgren 1868.  Cyanopterus melanocephalus ingår i släktet Cyanopterus och familjen bracksteklar. Inga underarter finns listade i Catalogue of Life.